# Felipe Braun
Felipe Braun Valenzuela (ur. 3 grudnia 1970 roku w Meksyku) – chilijski aktor telewizyjny. 

## Filmografia

### Filmy fabularne
- 1997: 10.7
- 2000: Smog
- 2000: Małpy na noże (Monos con navaja) jako Mario
- 2004: Niebieski i biały (Azul y Blanco) jako młody polityk
- 2005: Do wynajęcia (Se arrienda) jako Julián Balbo
- 2005: Mój najlepszy wróg (Mi mejor enemigo) jako porucznik Riquelme
- 2007: Radio Corazón jako Cristián
- 2008: Oscuro/Iluminado

### Seriale TV
- 1994: Wielki podryw (Rompecorazon) jako Renato Castro
- 1995: Głupi Amor (Estúpido Cupido) jako Daniel
- 1995: Gry ognia (Juegos de fuego) jako Cristóbal Spencer
- 1996: Sucupira jako Cristián López
- 1997: Poddasze (La buhardilla) jako Ignacio
- 1997: Zielone złoto (Oro verde) jako Nicolás 'Nico' Moraga
- 1998: Iorana jako Rafael Balbontín
- 1999: Bestia (La fiera) jako Tomás Martínez
- 1999: Kowen (Aquelarre) jako Gonzalo Guerra
- 2001: Miłość marketowa (Amores de mercado) jako Ruben Cancino
- 2002: Rasowy (Purasangre) jako Juan Estay
- 2003: Mężczyźni (Machos) jako Ariel Mercader
- 2003: Opowieści kobiet (Cuentos de mujeres) jako Víctor
- 2004: Pokusa (Tentación) jako Gabriel Ortíz/Diego Sánchez
- 2005: Brujas jako Richard Zamora
- 2005: Symulatory (Los simuladores) jako Manuel Garriga
- 2005-2006: Kotki i orzechy (Gatas & tuercas) jako Richard Zamora
- 2006: Charly Tango jako Leopoldo 'Polo' Valdés
- 2007: Fortunato jako Pablo Mancini
- 2009: Nieparzysta para (La pareja dispareja) jako Félix